# Tweede Kamerverkiezingen in het kiesdistrict Tiel (1869-1888)
Tweede Kamerverkiezingen in het kiesdistrict Tiel (1869-1888) geeft een overzicht van verkiezingen voor de Nederlandse Tweede Kamer in het kiesdistrict Tiel in de periode 1869-1888.
Het kiesdistrict Tiel was al ingesteld in 1850. De indeling van het kiesdistrict werd in 1869 gewijzigd door een aanpassing van de Kieswet. Tot het kiesdistrict behoorden vanaf dat moment de volgende gemeenten: Amerongen, Beusichem, Buren, Buurmalsen, Cothen, Culemborg, Deil,  Dodewaard, Doorn, Dreumel, Driebergen, Echteld, Est en Opijnen, Geldermalsen, IJzendoorn, Kesteren, Langbroek, Leersum, Lienden, Maurik, Odijk, Ophemert, Rhenen, Rijsenburg, Tiel, Varik, Waardenburg, Wadenoijen, Wamel, Werkhoven, Wijk bij Duurstede en Zoelen.
In 1878 werd de indeling van het kiesdistrict gewijzigd. De gemeenten Dreumel en Wamel werden toegevoegd aan het kiesdistrict Nijmegen. Tevens werd een gedeelte van het kiesdistrict Gorinchem (de gemeente Haaften) toegevoegd aan het kiesdistrict Tiel.
Het kiesdistrict Tiel was in deze periode een meervoudig kiesdistrict: het vaardigde twee leden af naar de Tweede Kamer. Om de twee jaar trad een van de leden af; er werd dan een periodieke verkiezing gehouden voor de vrijgevallen zetel. Bij algemene verkiezingen (na ontbinding van de Tweede Kamer) bracht elke kiezer twee stemmen uit. Om gekozen te worden moest een kandidaat minimaal de districtskiesdrempel behalen.
Legenda
- cursief: in de eerste verkiezingsronde geplaatst voor de tweede ronde;
- vet: gekozen als lid van de Tweede Kamer.

## 8 juni 1869 (tussentijds)
De verkiezingen waren tussentijdse verkiezingen; zij werden gehouden vanwege de omzetting van het kiesdistrict Tiel in een meervoudig kiesdistrict waardoor een tweede zetel beschikbaar kwam.
|                                 | 8 juni |
| ------------------------------- | ------ |
| Kiesgerechtigden                | 2.840  |
| Opkomst                         | 2.109  |
| Geldige stemmen                 | 2.063  |
| Blanco stemmen                  | 18     |
| Kandidaten                      |        |
| C.Th. van Lynden van Sandenburg | 1.052  |
| T.J. Stieltjes                  | 873    |
| J.J. Hasselman                  | 80     |
| W.J. Knoop                      | 32     |

## 8 juni 1869 (periodiek)
De verkiezingen waren periodieke verkiezingen; zij werden gehouden vanwege de afloop van de zittingstermijn van een gekozen lid.
|                                | 8 juni |
| ------------------------------ | ------ |
| Kiesgerechtigden               | 2.840  |
| Opkomst                        | 2.109  |
| Geldige stemmen                | 2.066  |
| Blanco stemmen                 | 14     |
| Kandidaten                     |        |
| J.J. Hasselman                 | 1.055  |
| W.J. Knoop                     | 759    |
| J.J. Teding van Berkhout       | 119    |
| C.T. van Lynden van Sandenburg | 75     |
| T.J. Stieltjes                 | 41     |

## 13 juni 1871
De verkiezingen waren periodieke verkiezingen; zij werden gehouden vanwege de afloop van de zittingstermijn van een gekozen lid.
|                                | 13 juni |
| ------------------------------ | ------- |
| Kiesgerechtigden               | 2.910   |
| Opkomst                        | 2.244   |
| Geldige stemmen                | 2.230   |
| Blanco stemmen                 | 12      |
| Kandidaten                     |         |
| D.J. Mackay                    | 1.121   |
| C.T. van Lynden van Sandenburg | 1.082   |

## 10 oktober 1871
Johannes Hasselman, gekozen bij de verkiezingen van 8 juni 1869, trad op 18 september 1871 af. Om in de ontstane vacature te voorzien werd een tussentijdse verkiezing gehouden. 
|                                 | 10 oktober |
| ------------------------------- | ---------- |
| Kiesgerechtigden                | 2.910      |
| Opkomst                         | 2.139      |
| Geldige stemmen                 | 2.116      |
| Blanco stemmen                  | 20         |
| Kandidaten                      |            |
| C.Th. van Lynden van Sandenburg | 1.210      |
| L.A.J.W. van Sloet van de Beele | 896        |

## 10 juni 1873
De verkiezingen waren periodieke verkiezingen; zij werden gehouden vanwege de afloop van de zittingstermijn van een gekozen lid.
|                                 | 10 juni |
| ------------------------------- | ------- |
| Kiesgerechtigden                | 2.896   |
| Opkomst                         | 2.073   |
| Geldige stemmen                 | 2.048   |
| Blanco stemmen                  | 23      |
| Kandidaten                      |         |
| C.Th. van Lynden van Sandenburg | 1.331   |
| L. Mulder                       | 625     |

## 15 september 1874
Theo van Lynden van Sandenburg, gekozen bij de verkiezingen van 10 juni 1873, trad op 26 augustus 1874 af vanwege zijn toetreding tot het kabinet-Heemskerk-Van Lynden van Sandenburg. Om in de ontstane vacature te voorzien werd een tussentijdse verkiezing gehouden.
|                   | 15 september | 29 september |
| ----------------- | ------------ | ------------ |
| Kiesgerechtigden  | 2.934        | 2.934        |
| Opkomst           | 1.791        | 2.275        |
| Geldige stemmen   | 1.773        | 2.260        |
| Blanco stemmen    | 18           | 12           |
| Kandidaten        |              |              |
| H.A. van Rappard  | 820          | 1.238        |
| H.J. Dijckmeester | 817          | 1.022        |
| J. Wolbers        | 124          |              |

## 8 juni 1875
De verkiezingen waren periodieke verkiezingen; zij werden gehouden vanwege de afloop van de zittingstermijn van een gekozen lid.
|                  | 8 juni |
| ---------------- | ------ |
| Kiesgerechtigden | 2.988  |
| Opkomst          | 2.275  |
| Geldige stemmen  | 2.259  |
| Blanco stemmen   | 15     |
| Kandidaten       |        |
| D.J. Mackay      | 1.350  |
| J.W. Gefken      | 893    |

## 11 januari 1876
Hendrik van Rappard, gekozen bij de verkiezingen van 15 september 1874, trad op 23 december 1875 af vanwege zijn benoeming als procureur-generaal van het Gerechtshof in Arnhem. Om in de ontstane vacature te voorzien werd een tussentijdse verkiezing gehouden.
|                  | 11 januari |
| ---------------- | ---------- |
| Kiesgerechtigden | 2.988      |
| Opkomst          | 1.216      |
| Geldige stemmen  | 1.097      |
| Blanco stemmen   | 115        |
| Kandidaten       |            |
| H.A. van Rappard | 1.056      |

## 17 april 1877
Donald Mackay, gekozen bij de verkiezingen van 8 juni 1875, trad op 22 maart 1877 af vanwege zijn emigratie naar Groot-Brittannië. Om in de ontstane vacature te voorzien werd een tussentijdse verkiezing gehouden.
|                                  | 17 april |
| -------------------------------- | -------- |
| Kiesgerechtigden                 | 3.108    |
| Opkomst                          | 1.493    |
| Geldige stemmen                  | 1.470    |
| Blanco stemmen                   | 21       |
| Kandidaten                       |          |
| W.H. de Beaufort                 | 759      |
| P.A.C.H.T.A. Werdmüller von Elgg | 586      |
| W. van Goltstein                 | 85       |

## 12 juni 1877
De verkiezingen waren periodieke verkiezingen; zij werden gehouden vanwege de afloop van de zittingstermijn van een gekozen lid.
|                              | 12 juni |
| ---------------------------- | ------- |
| Kiesgerechtigden             | 3.164   |
| Opkomst                      | 1.999   |
| Geldige stemmen              | 1.976   |
| Blanco stemmen               | 23      |
| Kandidaten                   |         |
| H.J. Dijckmeester            | 1.001   |
| W. van Goltstein             | 604     |
| B.J.L. van Geer van Jutphaas | 367     |

## 10 juni 1879
De verkiezingen waren periodieke verkiezingen; zij werden gehouden vanwege de afloop van de zittingstermijn van een gekozen lid.
|                               | 10 juni |
| ----------------------------- | ------- |
| Kiesgerechtigden              | 3.104   |
| Opkomst                       | 1.990   |
| Geldige stemmen               | 1.956   |
| Blanco stemmen                | 28      |
| Kandidaten                    |         |
| W.H. de Beaufort              | 983     |
| G.J.T. Beelaerts van Blokland | 962     |

## 14 juni 1881
De verkiezingen waren periodieke verkiezingen; zij werden gehouden vanwege de afloop van de zittingstermijn van een gekozen lid.
|                               | 14 juni |
| ----------------------------- | ------- |
| Kiesgerechtigden              | 3.192   |
| Opkomst                       | 2.667   |
| Geldige stemmen               | 2.642   |
| Blanco stemmen                | 22      |
| Kandidaten                    |         |
| H.J. Dijckmeester             | 1.354   |
| G.J.T. Beelaerts van Blokland | 1.274   |

## 12 juni 1883
De verkiezingen waren periodieke verkiezingen; zij werden gehouden vanwege de afloop van de zittingstermijn van een gekozen lid.
|                               | 12 juni |
| ----------------------------- | ------- |
| Kiesgerechtigden              | 3.230   |
| Opkomst                       | 2.696   |
| Geldige stemmen               | 2.678   |
| Blanco stemmen                | 12      |
| Kandidaten                    |         |
| G.J.T. Beelaerts van Blokland | 1.451   |
| W.H. de Beaufort              | 1.223   |

## 28 oktober 1884
De verkiezingen waren algemene verkiezingen; zij werden gehouden na ontbinding van de Tweede Kamer.
|                               | 28 oktober |
| ----------------------------- | ---------- |
| Kiesgerechtigden              | 3.266      |
| Opkomst                       | 2.825      |
| Geldige stemmen               | 5.601      |
| Blanco stemmen                | 49         |
| Kiesdrempel                   | 1.400      |
| Kandidaten                    |            |
| G.J.T. Beelaerts van Blokland | 1.437      |
| F.W.J. van Aylva van Pallandt | 1.429      |
| H.J. Dijckmeester             | 1.395      |
| C. Pijnacker Hordijk          | 1.337      |

## 15 juni 1886
De verkiezingen waren algemene verkiezingen; zij werden gehouden na ontbinding van de Tweede Kamer.
|                               | 15 juni |
| ----------------------------- | ------- |
| Kiesgerechtigden              | 3.401   |
| Opkomst                       | 3.187   |
| Geldige stemmen               | 6.309   |
| Blanco stemmen                | 65      |
| Kiesdrempel                   | 1.577   |
| Kandidaten                    |         |
| G.J.T. Beelaerts van Blokland | 1.609   |
| F.W.J. van Aylva van Pallandt | 1.602   |
| H.J. Dijckmeester             | 1.567   |
| P. Rink                       | 1.521   |

## 1 september 1887
De verkiezingen waren algemene verkiezingen; zij werden gehouden na ontbinding van de Tweede Kamer.
|                               | 1 september |
| ----------------------------- | ----------- |
| Kiesgerechtigden              | 3.377       |
| Opkomst                       | 2.765       |
| Geldige stemmen               | 5.478       |
| Blanco stemmen                | 56          |
| Kiesdrempel                   | 1.370       |
| Kandidaten                    |             |
| F.W.J. van Aylva van Pallandt | 1.606       |
| G.J.T. Beelaerts van Blokland | 1.605       |
| P. Rink                       | 1.143       |
| M. Tydeman                    | 1.104       |

## Voortzetting
Na de grondwetsherziening van 1887 werden de meervoudige kiesdistricten opgeheven; het kiesdistrict Tiel werd derhalve omgezet in een enkelvoudig kiesdistrict. De gemeente Doorn werd toegevoegd aan het al bestaande kiesdistrict Amersfoort, de gemeenten Amerongen, Leersum en Rhenen aan het nieuw ingestelde kiesdistrict Ede en de gemeenten Beusichem, Buren, Buurmalsen, Cothen, Culemborg, Driebergen, Langbroek, Odijk, Rijsenburg, Werkhoven en Wijk bij Duurstede aan het eveneens nieuw ingestelde kiesdistrict Wijk bij Duurstede. Een gedeelte van het kiesdistrict Gorinchem (de gemeente Beesd) werd toegevoegd aan het kiesdistrict Tiel. 